# Saint-Martin-des-Besaces
Saint-Martin-des-Besaces és un municipi delegat francès, situat al departament de Calvados i a la regió de Normandia. El 2016 va integrar el municipi nou de Souleuvre en Bocage. L'any 2007 tenia 1.154 habitants.

## Demografia

### Població
El 2007 la població de fet de Saint-Martin-des-Besaces era de 1.154 persones. Hi havia 475 famílies de les quals 125 eren unipersonals (32 homes vivint sols i 93 dones vivint soles), 191 parelles sense fills, 122 parelles amb fills i 37 famílies monoparentals amb fills.
La població ha evolucionat segons el següent gràfic:
Habitants censats

### Habitatges
El 2007 hi havia 574 habitatges, 477 eren l'habitatge principal de la família, 53 eren segones residències i 45 estaven desocupats. 557 eren cases i 14 eren apartaments. Dels 477 habitatges principals, 319 estaven ocupats pels seus propietaris, 144 estaven llogats i ocupats pels llogaters i 13 estaven cedits a títol gratuït; 4 tenien una cambra, 45 en tenien dues, 109 en tenien tres, 143 en tenien quatre i 176 en tenien cinc o més. 406 habitatges disposaven pel capbaix d'una plaça de pàrquing. A 244 habitatges hi havia un automòbil i a 161 n'hi havia dos o més.

### Piràmide de població
La piràmide de població per edats i sexe el 2009 era:
| Homes | Edats   | Dones |
| ----- | ------- | ----- |
| 0     | 95 o +  | 0     |
| 0     | 90 a 94 | 12    |
| 8     | 85 a 89 | 24    |
| 20    | 80 a 84 | 12    |
| 24    | 75 a 79 | 40    |
| 64    | 70 a 74 | 32    |
| 36    | 65 a 69 | 52    |
| 24    | 60 a 64 | 40    |
| 16    | 55 a 59 | 20    |
| 36    | 50 a 54 | 32    |
| 40    | 45 a 49 | 40    |
| 32    | 40 a 44 | 24    |
| 48    | 35 a 39 | 40    |
| 20    | 30 a 34 | 32    |
| 24    | 25 a 29 | 20    |
| 28    | 20 a 24 | 24    |
| 44    | 15 a 19 | 28    |
| 40    | 10 a 14 | 48    |
| 28    | 5 a 9   | 0     |
| 16    | 0 a 4   | 24    |

## Economia
El 2007 la població en edat de treballar era de 625 persones, 434 eren actives i 191 eren inactives. De les 434 persones actives 395 estaven ocupades (222 homes i 173 dones) i 38 estaven aturades (12 homes i 26 dones). De les 191 persones inactives 65 estaven jubilades, 46 estaven estudiant i 80 estaven classificades com a «altres inactius».

### Ingressos
El 2009 a Saint-Martin-des-Besaces hi havia 485 unitats fiscals que integraven 1.078 persones, la mediana anual d'ingressos fiscals per persona era de 14.193,5 €.

### Activitats econòmiques
Dels 56 establiments que hi havia el 2007, 2 eren d'empreses extractives, 1 d'una empresa alimentària, 1 d'una empresa de fabricació d'altres productes industrials, 7 d'empreses de construcció, 19 d'empreses de comerç i reparació d'automòbils, 1 d'una empresa de transport, 6 d'empreses d'hostatgeria i restauració, 2 d'empreses d'informació i comunicació, 3 d'empreses financeres, 1 d'una empresa immobiliària, 5 d'empreses de serveis, 7 d'entitats de l'administració pública i 1 d'una empresa classificada com a «altres activitats de serveis».
Dels 15 establiments de servei als particulars que hi havia el 2009, 1 era una oficina de correu, 3 oficines bancàries, 3 tallers de reparació d'automòbils i de material agrícola, 1 paleta, 4 lampisteries, 1 perruqueria, 1 veterinari i 1 restaurant.
Dels 5 establiments comercials que hi havia el 2009, 1 era una botiga de més de 120 m², 1 una botiga de menys de 120 m², 2 carnisseries i 1 una peixateria.
L'any 2000 a Saint-Martin-des-Besaces hi havia 45 explotacions agrícoles que ocupaven un total de 1.352 hectàrees.

## Equipaments sanitaris i escolars
El 2009 hi havia 1 farmàcia i 1 ambulància.
El 2009 hi havia 1 escola maternal i 1 escola elemental.

## Poblacions més properes
El següent diagrama mostra les poblacions més properes.